# إيون هيليادي رادوليسكو
إيون هيليادي رادوليسكو (والذي يُعرف كذلك باسم إليادي أو إليادي رادوليسكو)؛ المولود في 6 يناير 1802–  والمتوفى في 27 أبريل 1872، من قبائل الأفلاق، سياسي، وأكاديمي روماني، وشاعر رومانسي وكلاسيكي، ومحرر صحفي، وكاتب مقالات، ومذكّرات، وقصة قصيرة. عُرف بترجماته العديدة للآداب الأجنبية إلى الرومانية. كما ألّف كتبًا في اللسانيات والتاريخ. عبر معظم سنوات حياته، عمل هيليادي رادولسكو أستاذًا في كلية سانت سافا في بوخارست، وقد ساهم في إعادة فتحها. كان رادوليسكو عضوًا مؤسسًا للأكاديمية الرومانية وأول رئيس لها.
يُعتبر هيليادي رادوليسكو أحد أبرز أيقونات الثقافة الرومانية ابتداءً من النصف الأول من القرن التاسع عشر، إذ بدأ يذيع اسمه عبر ارتباطه بجورجي لازار، ودعمه المتواصل لحملة لازور لوقف التعليم باللغة اليونانية. طوال العقود اللاحقة في القرن التاسع عشر، أدى رادوليسكو دورًا رئيسي في تشكيل اللغة الرومانية المعاصرة، لكنه أثار الجدل بعد دعوته إلى الاعتماد الشامل على الكلمات الإيطالية المستحدثة في المعجم الروماني. كان هيليادي، وهو من ملّاك الأراضي، قوميًا رومانسيًا في جانب الليبراليين المعتدلين؛ ومن بين قادة ثورة الأفلاق 1848، وعلى إثر ذلك اضطرّ لقضاء سنواتٍ في المنفى. تبنّى هيليادي شكلًا أصليًا من الميول المحافظة التي أعلَت من دور البويار الأرستقراطيين في التاريخ الروماني، ولهذا كوفئ على دعمه الإمبراطورية العثمانية، واصطدم مع الجناح الراديكالي في ثورة الأفلاق في العام 1848.

## سيرة حياته

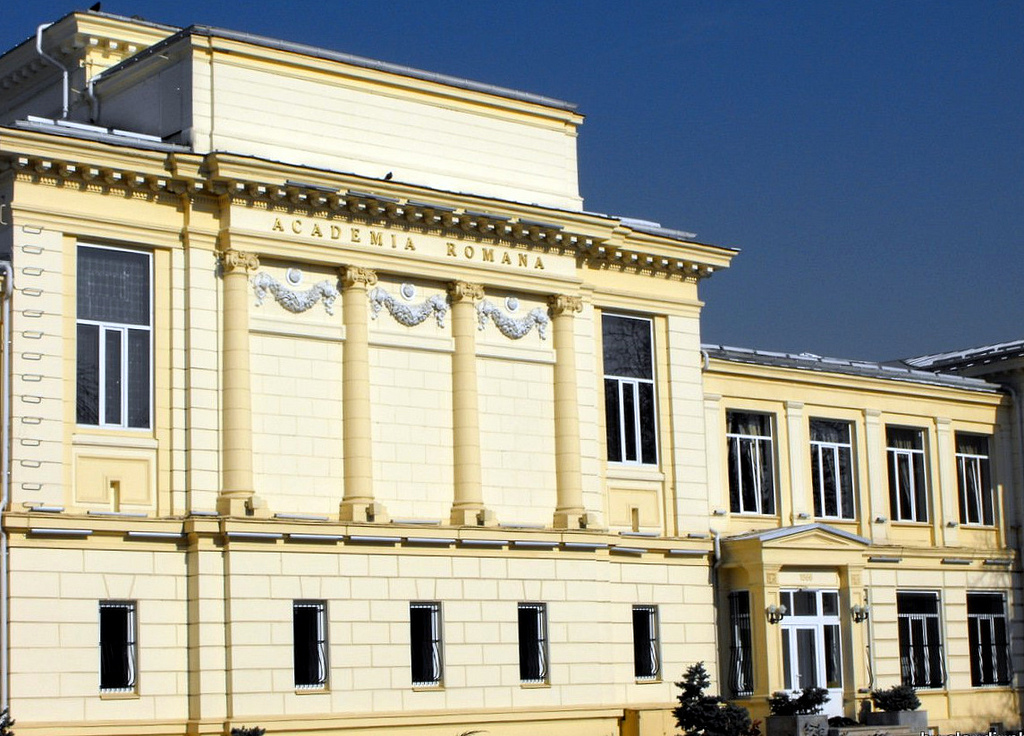
الأكاديمية الرومانية، أعلى هيئة علمية وثقافية في رومانيا، تأسست في 1 أبريل 1866 تحت اسم "الجمعية الأدبية الرومانية".

### سنواته المبكرة
وُلد هيليادي رادوليسكو في مدينة ترجوفيشت، لعائلة ذات أصول يونانية. كان والده إيلي رادوليسكو صاحب مُلكٍ، وخدمَ قائدًا لوحدة حراسة خلال العقد الأول من القرن التاسع عشر؛ وأمه هي يوفروسينا دانييلوبول، والتي كانت امرأة يونانية تلقت تعليمها كذلك باللغة اليونانية. توفي ثلاثة من إخوته بسبب الطاعون الدملي قبل العام 1829. طوال فترة صباه، تلقى إيون من والديه إشرافًا حانيًا: ففي مرحلةٍ مبكرة، اشترى إيلي رادوليسكو منزلًا كان يملكه الباحث جورجي لازار في ضواحي بوخارست (بالقرب من مقاطعة أوبور) وأهداه لابنه. في ذلك الوقت، كان لعائلة رادوليسكو حديقة كبيرة في منطقة بوخارست، قريبًا من حديقة هيريستراو، بالإضافة إلى عزباتٍ بالقرب من مدينتيّ فاغراش وغاربوفي.
بعد تقليه تعليمه الأساسي باللغة اليونانية على يد أستاذٍ اسمه أليكسي، تعلم إيون هيليادي رادوليسكو بنفسه القراءة بالأبجدية السيريلية الرومانية (ويُقال إنه درسها عبر قراءته قصة الإسكندر بمساعدة خدمِ والده من منطقة أولتينيا). فيما بعد، أصبح قارئًا نهمًا للروايات الشهيرة، خصوصًا في العام 1813 خلال إقامته في غاربوفي (التي أُرسل إليها بعد أن اكتسح طاعون كاراغيا عدة مناطق من البلاد). بعد العام 1813، كان المراهق رادوليسكو تلميذًا لدى الراهب الروماني الأرثوذكسي ناوم رامنيسيناو. وفي العام 1815، انتقل إلى المدرسة اليونانية في تشميجيو، في بوخارست. وفي العام 1818، انتقل إلى مدرسة سانت سافا، حيث درس تحت إشراف من جورجي لازار.
بين تخرجه في العام 1820 والعام 1821، عندما أسفرت انتفاضة الأفلاق 1821 إلى توقف المدرسة عن أنشطتها، بقي رادوليسكو مدرسًا مساعدًا لجورجي لازار، ودرّس علم الحساب والهندسة. وفي تلك السنوات، اتّخذ رادوليسكو لنفسه لقب هيليادي (والذي يُكتب أحيانًا إيلياد أو إيليادي). وأوضح لاحقًا أنه الصيغة اليونانية للاسم المنسوب لأبيه، وهو الاسم المشتقّ بدوره من الصيغة الرومانية من اسم إيلايجا (إيليا).

### في عهد غريغوري جيكا
في العام 1822، بعد مرَض جورجي لازار، أعاد هيليادي افتتاح مدرسة سانت سافا، وعمل مدرّسًا أساسيًا فيها (في البداية، دون أن يتقاضى أيّ أجر). فيما بعد، انضم إليه في هذا المشروع مثقفون آخرون، مثل يوفروسين بوتيكا. وفي نهاية الأمر، افتتح رادوليسكو صفًا فنيًا أشرفت عليه الآنسة الكرواتية كارول فالشتاين. جاءت إعادة فتح المدرسة نتيجة لمراسيم أصدرها الأمير غريغوري غيكا، الذي عينته الإمبراطورية العثمانية على عرش الأفلاق بعد الإطاحة بحُكم يونان الفنار، وهو ما شجع على تهميش اليونانيين الذين تولوا المناصب العامة في العقود السابقة. ولهذا السبب، أيد الأمير غيكا التعليم باللغة الرومانية، وفي أحد الفرمانات الرسمية، ذكر أنّ التدريس باللغة اليونانية هو «أصل جميع الشرور».
في أواخر عشرينيات القرن التاسع عشر، انخرط هياليدي في مجال السياسات الثقافية. ففي العام 1827، أسس مع دينيكو غوليسكو الجمعية الأدبية الرومانية، والتي اقترحت عبر خلال برنامجها (الذي وضعه هياليدي بنفسه) تحويل مدرسة سانت سافا إلى كلية، وافتتاح كلية أخرى مشابهة في مدينة كرايوفا، بالإضافة إلى إنشاء مدارس في غالب مناطق الأفلاق. ثمّ سعت الجمعية الأدبية الرومانية إلى تشجيع إنشاء صحف باللغة الرومانية، ونادت بإنهاء احتكار الدولة لآلات الطباعة. استفادت الجمعية، التي كان مقرها الرئيسي في جادة كاليه فيكتوريي في قلب بوخارست، استفادت من خبرة غوليسكو الدولية، وسرعان ما انضم إليها شخصان أصبحا أميران فيما بعد، وهما جورجي بيبسكو وباربو ديميتري شتيربي. اتّسم طابع الجمعية بسمات الماسونية. وفي ذلك الوقت، لم يكن سرًا انضمام هيليادي إلى الماسونية، مثلما فعل الكثيرون من معاصريه.
في العام 1828، نشر هياليدي عمله الأول، والذي كان عبارةً عن مقال عن قواعد اللغة الرومانية، في مدينة هيرمانشتات في إقليم ترانسيلفانيا (الذي كان جزءًا من الإمبراطورية النمساوية آنذاك). وفي 20 أبريل 1829، بدأ بنشر جريدة كورير الرومانية التي اتخذت من بوخارست مقرًا لها. تُعتبر تلك الجريدة أنجح المحاولات العديدة لإنشاء صحيفة محلية، وهو ما بدأه لأول مرة غوليسكو في العام 1828. نُشرت مقالات الصحيفة باللغتين الرومانية والفرنسية؛ وابتداءً من العام 1836، أصدرت ملحقًا أدبيًا، تحت عنوان كورير لكلا الجنسين؛ استمرّ إصدار الملحق حتى العام 1847، وبه نُشرت واحدةٌ من أشهر قصائد هيليادي، زبوراتورول (الكائن الطائر). صدرت كورير الرومانية على شكل جريدة أسبوعية، ثم نصف شهرية. إنما ابتداءً من العام 1839، راحت تصدر ثلاث أو أربع مرات في الأسبوع. وكان أبرز الكتّاب في الصحيفة هم هيليادي نفسه، وغريغوري أليكساندريسكو، وكونستانتين نيغروزي، وديمتري بولينتيانو، وإيون كاتينا، وفاسيلي كارلوفا، وإيانكو فاكاريسكو.
في العام 1823، التقى هياليدي بماريا ألكساندرسكو، والتي هام بها عشقًا، وتزوجها فيما بعد. بحلول العام 1830، توفي لهما طفلان صغيران، ابنٌ اسمه فيرجيليو وابنة اسمها فيرجيليا؛ نتيجةً لذلك، شهِد زواجهما فترة طويلة من التأزّم، اتّسمت بنوبات غضب ماريا الناجمة عن غيرتها. ومن المحتمل أن إيون هياليدي تورّط في عدد من العلاقات خارج نطاق الزواج. وثمة اعتقاد، يتبنّاه كذلك الناقد الأدبي جورجي كالينسكو، أن الضابط زاليك في ميليشيا الأفلاق، والذي ذاع صيته خلال أربعينيات القرن التاسع عشر، كان الابن غير الشرعي للكاتب. قبل وفاة طفلها الأول، استضافت ماريا هياليدي في منزلها غريغوري ألكساندرسكو، الذي كان نفسه كاتبًا مشهورًا، والذي شكّ إيون بأنه عشيقها. وبالتالي، أصبح الرجلان مؤلّفان خصمان: أشار إيون هياليدي إلى ألكساندرسكو بوصفه «ناكر الجميل». وفي رسالة أرسلها في العام 1838 إلى جورجي باريت، حطّ فيها من شأن شِعر ألكساندرسكو وشخصيته (ولاعتقاد هياليدي أن ألكساندرسكو في إحدى حكاياته الرمزية، صوّر نفسه على أنه عندليب، هاجمه بأنه في الواقع كان «طائر رخّ مثير للشفقة ينتحل ريش الآخرين»). وعلى الرغم من هذه الخلافات الأسرية، أنجبت ماريا هياليدي خمسة أطفال، أربع بناتٍ وصبيّ واحد (إيون، الذي وُلد في العام 1846).